# Seïd Khiter
Seïd Khiter, né le 19 janvier 1985 à Roubaix, est un footballeur français. Formé au poste d'attaquant, il évolue également au poste de milieu de terrain.

## Biographie

### Carrière en France
Formé dans les équipes de jeunes du RC Lens après deux ans de préformation au pôle espoirs de Liévin, Seïd Khiter intègre en 2002 l'équipe réserve, qui évolue en CFA. Une année plus tard, il fait quelques apparitions dans le groupe professionnel. Il dispute son premier match en L1 face à l'AC Ajaccio le 20 décembre 2003. C'est au club corse qu'il est prêté par la suite, afin d'obtenir davantage de temps de jeu. À Ajaccio, Seïd Khiter prend part à 32 rencontres et inscrit sept buts, repositionné au milieu de terrain[réf. nécessaire]. 
De retour dans le Pas-de-Calais, il espère rentrer dans les plans de Guy Roux, alors entraineur au RC Lens, mais il ne fait qu'une apparition sous ses ordres et c'est finalement Jean-Pierre Papin qui lui donne sa chance. Il marque un but important en toute fin de match face au FC Metz qui donne la victoire aux siens. Il apparaît alors de plus en plus dans le groupe lensois aux côtés de Kévin Monnet-Paquet ou de Simon Feindouno. 
Le 31 janvier 2008, il est cependant de nouveau prêté à Châteauroux, pour une durée de six mois. Lors de l'été 2008, il est transféré au Valenciennes FC. En janvier 2009, il est prêté pour six mois au Vannes OC. Durant son second match pour le Vannes OC, il inscrit l'unique but de son équipe en demi-finale de la Coupe de la Ligue (victoire aux tirs au but à Nice). Quelques mois plus tôt avec Valenciennes, il avait été éliminé de cette même compétition par Vannes (il avait marqué un but). En août 2009, il est de nouveau prêté en Ligue 2, cette fois-ci avec option d'achat au RC Strasbourg.
N'ayant pas réussi à s'imposer au Valenciennes FC, il résilie début septembre 2010 le contrat qui le liait au club nordiste. Le 14 septembre 2010, il s'engage pour une saison en faveur du Stade lavallois. Son contrat n'est pas renouvelé à l'issue de son année passée en Mayenne. 

### Carrière en Belgique
En 2012, il rejoint le Royal Mouscron-Péruwelz, en Belgique. Il réalise deux bonnes saisons : lors de la première, il inscrit huit buts, puis onze lors de la seconde. Malgré les intérêts de plusieurs clubs étrangers (Breda, Metz ou encore le Chievo Verona) à la suite de ses bonnes performances, il reste en Belgique au Royal Antwerp FC. 
Le 1er février 2016, il signe un contrat de six mois au KV Woluwe-Zaventem
Le 31 août 2016, il signe un long contrat au KVC Sint-Eloois-Winkel Sport, c'est lors de cette année qui déclare ne jamais vouloir revenir dans le monde du football professionnel. 
Le 27 aout 2018, il s'engage avec le FC Gullegem, club de 4e division belge.

### En sélection nationale
Seïd Khiter a représenté la France en équipes de jeunes. Il remporte le Tournoi de Montaigu en 2001 et atteint la finale du championnat d'Europe des moins de 17 ans en 2002.

## Carrière

### En club
| Saison        | Club                        | Championnat     | Championnat | Championnat | Coupes Nationales | Coupes Nationales | Coupes Nationales | Total  | Total |
| Saison        | Club                        | Type            | Matchs      | Buts        | Type              | Matchs            | Buts              |        |       |
| Saison        | Club                        | Type            | Matchs      | Buts        | Type              | Matchs            | Buts              | Matchs | Buts  |
| ------------- | --------------------------- | --------------- | ----------- | ----------- | ----------------- | ----------------- | ----------------- | ------ | ----- |
| 2003-2004     | RC Lens                     | L1              | 1           | 0           | -                 | -                 | -                 | 1      | 0     |
| 2004-2005     | RC Lens B                   | CFA             | 16          | 7           | -                 | -                 | -                 | 16     | 7     |
| 2005-2006     | RC Lens                     | L1              | 8           | 1           | -                 | -                 | -                 | 8      | 1     |
| 2006-2007     | → AC Ajaccio                | L2              | 32          | 7           | CL                | 1                 | 0                 | 33     | 7     |
| 2007-Jan 2008 | RC Lens                     | L1              | 9           | 1           | CF/CL             | 1/2               | 0/0               | 12     | 1     |
| Jan 2008-2008 | → LB Châteauroux            | L2              | 15          | 2           | -                 | -                 | -                 | 15     | 2     |
| 2008-Jan 2009 | Valenciennes FC             | L1              | 7           | 0           | CF/CL             | 1/1               | 0/1               | 9      | 1     |
| Jan 2009-2009 | → Vannes OC                 | L2              | 16          | 3           | CL                | 2                 | 1                 | 18     | 4     |
| 2009-2010     | → RC Strasbourg             | L2              | 14          | 0           | -                 | -                 | -                 | 14     | 0     |
| 2010-2011     | Stade Lavallois             | L2              | 31          | 2           | CF                | 1                 | 0                 | 32     | 2     |
| 2012-2013     | Royal Mouscron-Péruwelz     | Belgacom League | 28          | 8           |                   | 4                 | 0                 | 32     | 8     |
| 2013-2014     | Royal Mouscron-Péruwelz     | Belgacom League | 30          | 11          |                   | 1                 | 0                 | 31     | 11    |
| 2014-2015     | Royal Antwerp Football Club | Belgacom League | 18          | 3           |                   |                   |                   |        |       |

## Palmarès

### Sélections nationales
- Tournoi triangulaire (1) :
  - Vainqueur : 2000

- Bora Ozturk Cup (1) :
  - Vainqueur : 2000

- Tournoi de Montaigu (1) :
  - Vainqueur : 2001

- Championnat d'Europe des -17 ans :
  - Vice-Champion : 2002

### En club
- Coupe de la Ligue :
  - Finaliste : 2009